# Klöveroxalis
Klöveroxalis (Oxalis stricta) är en växtart inom familjen harsyreväxter. 